# Giro de Italia 1951
La 34.ª edición del Giro de Italia se disputó entre el 19 de mayo y el 10 de junio de 1951, con un recorrido de 20 etapas y 4153 km, que el vencedor completó a una velocidad media de 34,217 km/h. La carrera comenzó y terminó en Milán.
Tomaron la salida 98 participantes, de los cuales 75 terminaron la carrera. 
Fiorenzo Magni se adjudicó su segundo Giro de Italia, acompañado en el podio por el belga Van Steenbergen y el suizo Kubler. El francés Louison Bobet se impuso en la clasificación de la montaña.

## Equipos participantes
| Equipo     | Jefe de filas      |
| Ganna      | Fiorenzo Magni     |
| Benotto    | Antonio Bevilacqua |
| Bianchi    | Fausto Coppi       |
| Frejus     | Ferdi Kubler       |
| Arbos      | Fritz Schaer       |
| Bottecchia | Louison Bobet      |
| Taurea     | Alfredo Martini    |

| Equipo           | Jefe de filas     |
| Legnano          | Erminio Leoni     |
| Atala            | Luciano Maggini   |
| Bartali          | Gino Bartali      |
| Stucchi          | Jacques Marinelli |
| Guerra           | Hugo Koblet       |
| Wilier Triestina | Alfredo Pasotti   |
| Girardengo       | Brik Schotte      |

## Etapas
| Etapa | Recorrido             | km       | Ganador             | Líder               |
| 1.ª   | Milán-Turín           | 202      | Rik Van Steenbergen | Rik Van Steenbergen |
| 2.ª   | Turín-Alassio         | 202      | Antonio Bevilacqua  | Fiorenzo Magni      |
| 3.ª   | Alassio-Génova        | 252      | Rodolfo Falzoni     | Fiorenzo Magni      |
| 4.ª   | Génova-Florencia      | 265      | Guido De Santi      | Fiorenzo Magni      |
| 5.ª   | Florencia-Perugia     | 192      | Pietro Giudici      | Fritz Schaer        |
| 6.ª   | Perugia-Terni         | 81 (CRI) | Fausto Coppi        | Fritz Schaer        |
| 7.ª   | Terni-Roma            | 290      | Angelo Menon        | Rik Van Steenbergen |
| 8.ª   | Roma-Nápoles          | 234      | Luigi Casola        | Fiorenzo Magni      |
| 9.ª   | Nápoles-Foggia        | 181      | Giovanni Corrieri   | Fiorenzo Magni      |
| 10.ª  | Foggia-Pescara        | 311      | Giuseppe Minardi    | Fiorenzo Magni      |
| 11.ª  | Pescara-Rímini        | 246      | Serafino Biagioni   | Fiorenzo Magni      |
| 12.ª  | Rímini- San Marino    | 24 (CRI) | Giancarlo Astrua    | Giancarlo Astrua    |
| 13.ª  | Rímini-Bolonia        | 249      | Luciano Maggini     | Rik Van Steenbergen |
| 14.ª  | Bolonia-Brescia       | 220      | Adolfo Leoni        | Rik Van Steenbergen |
| 15.ª  | Brescia-Venecia       | 188      | Rik Van Steenbergen | Rik Van Steenbergen |
| 16.ª  | Venecia-Trieste       | 182      | Luciano Frosini     | Rik Van Steenbergen |
| 17.ª  | Trieste-Cortina       | 255      | Louison Bobet       | Rik Van Steenbergen |
| 18.ª  | Cortina-Bolzano       | 242      | Fausto Coppi        | Fiorenzo Magni      |
| 19.ª  | Bolzano- Sankt Moritz | 165      | Hugo Koblet         | Fiorenzo Magni      |
| 20.ª  | Sankt Moritz-Milán    | 242      | Antonio Bevilacqua  | Fiorenzo Magni      |

## Clasificaciones
| \| 1. \| Fiorenzo Magni \| Italia \| 121h 11' 37" \| \| 2. \| Rik Van Steenbergen \| Bélgica \| + 1' 46" \| \| 3. \| Ferdi Kubler \| Suiza \| + 2' 36" \| \| 4. \| Fausto Coppi \| Italia \| + 4' 04" \| \| 5. \| Giancarlo Astrua \| Italia \| + 4' 07" \| \| 6. \| Hugo Koblet \| Suiza \| + 6' 05" \| \| 7. \| Louison Bobet \| Francia \| + 9' 45" \| \| 8. \| Arrigo Padovan \| Italia \| + 14' 41" \| \| 9. \| Vincenzo Rossello \| Italia \| + 14' 49" \| \| 10. \| Gino Bartali \| Italia \| + 21' 12" \| |                     |         |              |
| 1. | Fiorenzo Magni      | Italia  | 121h 11' 37" |
| 2. | Rik Van Steenbergen | Bélgica | + 1' 46"     |
| 3. | Ferdi Kubler        | Suiza   | + 2' 36"     |
| 4. | Fausto Coppi        | Italia  | + 4' 04"     |
| 5. | Giancarlo Astrua    | Italia  | + 4' 07"     |
| 6. | Hugo Koblet         | Suiza   | + 6' 05"     |
| 7. | Louison Bobet       | Francia | + 9' 45"     |
| 8. | Arrigo Padovan      | Italia  | + 14' 41"    |
| 9. | Vincenzo Rossello   | Italia  | + 14' 49"    |
| 10. | Gino Bartali        | Italia  | + 21' 12"    |

| \| 1. \| Louison Bobet \| Francia \| - \| \| 2. \| Fausto Coppi \| Italia \| - \| \| 3. \| Alfredo Pasotti \| Italia \| - \| |                 |         |   |
| 1. | Louison Bobet   | Francia | - |
| 2. | Fausto Coppi    | Italia  | - |
| 3. | Alfredo Pasotti | Italia  | - |

| \| 1. \| Taurea \| Italia \| TAU \| - \| |        |        |     |   |
| 1.                                       | Taurea | Italia | TAU | - |